# Caprile
Caprile (piemontiul: Cravin vagy Cravil) település Olaszországban, Piemont régióban, Biella megyében. Lakosainak száma 192 fő (2023. január 1.). Caprile Ailoche, Coggiola, Crevacuore, Guardabosone, Portula, Postua, Pray, Scopello és Valdilana községekkel határos.

## Népesség
A település népességének változása:
| Lakosok száma | 187  | 184  | 192  |
|               | 2017 | 2018 | 2023 |